# مارك ريان (سياسي)
مارك ريان (بالإنجليزية: Mark Ryan)‏ هو كاتب عدل ‏ وسياسي أسترالي، ولد في 29 ديسمبر 1982 في أستراليا. حزبياً، نشط في حزب العمال الأسترالي. وقد انتخب عضو المجلس التشريعي ولاية كوينزلاند عن دائرة Electoral district of Morayfield ‏ (31 يناير 2015 – ) وانتخب عضو المجلس التشريعي ولاية كوينزلاند عن دائرة Electoral district of Morayfield ‏ (21 مارس 2009 – 24 مارس 2012).

## وصلات خارجية
- الموقع الرسمي